# 阿克萨赖省
阿克萨赖省（Aksaray）是位于土耳其中部的一个省，位於安納托利亞高原中部，面積7,626平方公里，首府阿克萨赖。人口377,505人，主要集中在首府阿克萨赖。